# بیبو برژرون
اریک «بیبو» برژرون (فرانسوی: Bibo Bergeron‎) پویانما و کارگردان اهل فرانسه است. وی از سال ۱۹۸۶ میلادی تاکنون مشغول فعالیت بوده است.
از کارهای وی می‌توان به به سوی الدورادو و داستان کوسه اشاره کرد.